# نلسون دابلیو. آلدریچ
نلسون دابلیو. آلدریچ (به انگلیسی: Nelson W. Aldrich) سناتور سابق عضو حزب جمهوری‌خواه ایالات متحده آمریکا بود. وی در سال ۱۸۸۱ تا ۱۹۱۱ میلادی سناتور ایالت رود آیلند در سنای ایالات متحده آمریکا بود.